# Slatinka (Brno)
Slatinka (německy Klein Latein) je osada a ulice v Brně, v městské části Brno-Slatina.

## Historie
Slatinka vznikla ve druhé třetině 18. století. Asi 1,5 kilometru na jih od Slatiny, na okraji slatinského katastru, byl v roce 1732 vybudován poutní kostel Panny Marie Bolestné, který nechal postavit majitel líšeňského panství Jan Kryštof z Freyenfelsu. Kolem chrámu záhy vyrostla malá osada s hospodou a několika domky, které tvořily velmi krátkou ulicovku. Osada byla pojmenována Mariánská Hvězda (německy Maria Stern), ale vžil se název Slatinka. Při josefinských reformách byl kostel v roce 1784 zrušen a následně zbořen. Pravděpodobně na jeho místě byla koncem 19. století postavena z cihlového režného zdiva novogotická kaple stejného zasvěcení, která stojí mezi domky, přibližně v polovině délky ulicovky. Osada se totiž během druhé poloviny 19. století rozrostla zhruba na dvojnásobek své původní délky směrem k severu. V roce 1919 se společně s celou Slatinou stala součástí Brna.
V roce 1887 byla kolem severního konce Slatinky, v její těsné blízkosti, postavena Vlárská dráha, přes kterou vede jediný příjezd do osady. Ve druhé polovině 20. století pokračovala izolace osady od okolních sídel vybudováním letiště Brno-Tuřany (jižně od Slatinky), průmyslových areálů kolem slatinského nádraží (severně od osady) a také stavbou dálnice D1, která kolem Slatinky prochází a odděluje ji od zbytku Slatiny.

## Doprava
Do Slatinky vede jediný příjezd od nádraží Slatina ulicí Drážní, ulice Slatinka je slepá. Na křižovatce obou ulic, před železničním přejezdem, je konečná zastávka městské autobusové linky 77; vozidla se otáčí v prostoru křižovatky. Noční doprava sem není zajišťována.

## Galerie

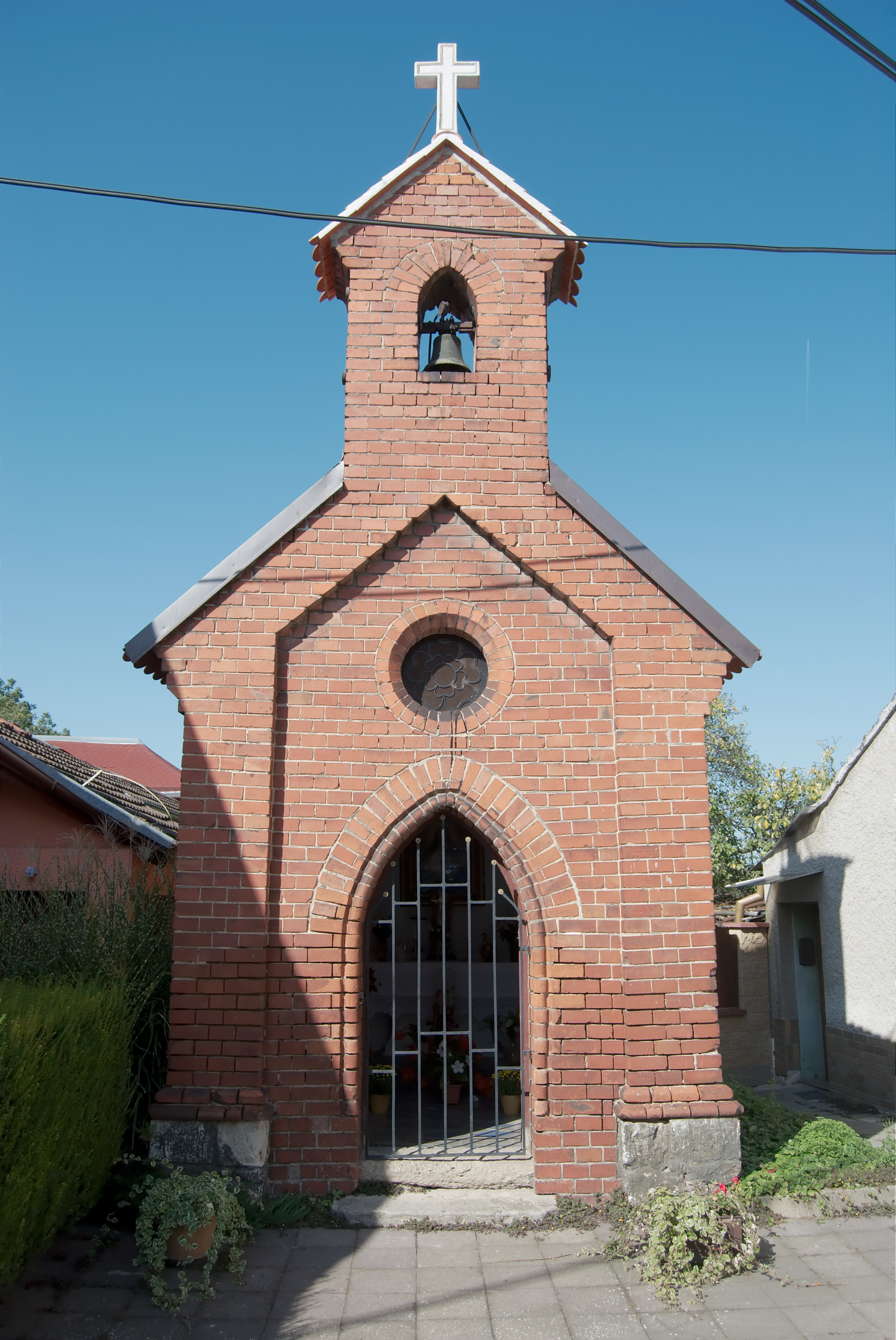
Kaple Panny Marie Bolestné ve Slatince